# Емануель Шрайбер
Емануель Шрайбер (13 грудня 1852 — 1932) — американський рабин, уродженець Лейпніка, Моравія.

## Життєпис
Шрайбер здобув освіту талмудиста у рідному місті, закінчив рабинську семінарію в Айзенштадті (на той час Угорщина) й вищу школу в Берліні (доктор філософії, Гейдельберг, 1873). У 1874 році він став учителем у школі Самсона у Вольфенбюттелі, а згодом — рабином Ельбінга (1875) й Бонна (1878). Пізніше Шрайбер поїхав до США. У 1883 році його було обрано рабином Денвера, Колорадо. Після цього він послідовно був членом рабинату Лос-Анджелеса (1885-89); Літтл-Рока (1889-91); Спокена (1891-92); Толедо (1892-97) та Янгстауна (1897–1899). З 1899 року він був ребе конгрегації Еману-Ель, Чикаго.
Шрайбер був редактором газет «Jüdische Gemeinde- und Familien-Zeitung» (потім «Die Reform») з 1876 до 1881, а також «Chicago Occident» з 1893 до 1896; автор багатьох публікацій для єврейської преси.

## Праці
- «Die Principien des Judenthums Verglichen mit Denen des Christentums», Leipzig, 1877
- «Abraham Geiger», ib. 1879
- «Erzählungen der Heiligen Schrift», 4th ed., Leipzig, 1880
- «Die Selbstkritik der Juden», Berlin, 1880, and Leipzig, 1890
- «Graetz's Geschichtsbauerei», ib. 1881
- «Der Talmud vom Standpunkt des Modernen Judenthums», ib. 1881
- «The Talmud», Denver, 1884
- «Reform Judaism and Its Pioneers», Spokane, 1892
- «Moses Bloch, a Biography», Chicago, 1894
- «The Bible in the Light of Science», Pittsburg, 1897.